# Oresbia
Oresbia là một chi thực vật có hoa trong họ Cúc (Asteraceae).

## Loài
Chi Oresbia gồm các loài: